# Vovriești, Vaslui
Vovriești este un sat în comuna Băcești din județul Vaslui, Moldova, România. Are un număr de 349 locuitori. Se poate ajunge din DN15D între Băcești și Crăiești, trecând dealul. Este situatâ pe coasta vestică a dealului, în vale fiind râul Gârbovăț. Prin vale trece calea ferată de la Roman la Buhăiești, cu oprire în stația Suhuleț.

 Acest articol despre o localitate din județul Vaslui este deocamdată un ciot. Puteți ajuta Wikipedia prin completarea lui.